# FC DAC 1904
Az FC DAC 1904 Dunaszerdahely labdarúgó-egyesülete, Felvidék legpatinásabb múltú klubjai közé tartozik. Az évszám és a DAC mozaikszó is a Dunaszerdahelyi Atlétikai Club 1904-es alapítására utal. Még az Osztrák–Magyar Monarchia idejében alapított elődje volt az 1908-tól 1919-ig működő Dunaszerdahelyi Sport Egyesület (DSE). Maga a DAC közvetlenül utána, 1920-ban, már a csehszlovák éra alatt jött létre. A felvidéki magyarok körében népszerű csapatot gyakran nevezik „a felvidéki Fradinak” is.
1987-ben elnyerte a szlovák, majd a csehszlovák kupát, az 1980-as, 1990-es években a nemzetközi kupasorozatokban is vitézkedett, leghíresebb ellenfele a Bayern München (1-5-re összesítésben elvesztett) volt. Évekig a másodosztályban is szerepeltek, sőt, mivel átszervezték a bajnokságot az úgynevezett kelet-szlovákiai bajnokságban is játszottak, de az innen történő sikeres feljutás után a 2008-2009-es évadra a Corgoň Ligába kerülhettek, mivel az egyesület az ŠK Seneccel egyesült és a szenci csapat jogán magasabb osztályba léphettek. Jelenleg is a szlovák első osztályban a Fortuna ligában szerepelnek.
A klub stadionja a MOL Aréna, mely a DAC Aréna 2016-os felújításakor kapta nevét. A stadion egy igazi katlan, melyben rendre teltház előtt (12 700 néző) játsszák a fontosabb mérkőzéseket. A stadion további bővítése 2019-re fejeződött be, az első mérkőzésre és az avatásra február 16-án került sor a Slovan Bratislava elleni bajnoki mérkőzésen.

## Története
1904-ben a sportolásra és testedzésre a város képviselő-testülete két holdnyi területet jelölt ki. Ez a terület a mai Észak I. lakótelep helyén volt ahol tornaszereket állítottak fel és a népszerű sportágak közé tartozott az ökölvívás és az atlétika. A szervezett keretek közötti labdarúgás azonban csak pár év múlva 1909. május 22-én a községháza tanácstermében hozott döntésnek köszönhette az indulást. Ekkor a város főszolgabírája Vermes Ferenc elnökletével megalakult a Dunaszerdahelyi Sport Egyesület (DSE).
A DSE első vezetősége így állt fel:
- Elnök: Vermes Ferenc
- Alelnökök: Dr. Nagy Árpád és Szüts Aladár
- Titkár: Reichel Lajos
- Jegyző: Petrovics István
- Pénztáros: Goldschmied József
- Orvos: Dr. Miklós Jakab
- Ügyész: Pethő Pál

Az 1909 és 1914 közötti években a tenisz, a sakk és a futball csapata révén vált ismertté a klub. Az első világháború és a trianoni békeszerződés egy időre a sportélet kibontakozását is megakadályozta. A labdarúgócsapat 1919-ben barátságos mérkőzéseken vett csak részt. 1920-ban aztán újjászerveződött a sportegyesület DAC vagyis Dunaszerdahelyi Atlétikai Club néven. Eleinte továbbra is barátságos mérkőzéseket vívtak. Szervezett bajnokságba legelőször az 1927-28-as idénybe neveztek. Az első bajnoki címüket is megszerezték itt és az 1930-ban megszerzett aranyéremmel indulhattak a szlovákiai Magyar Labdarúgó Szövetség által szervezett bajnokság első osztályában. A felsőbb osztályban azonban utolsó helyen zártak. Az 1931-32-es szezonban a bajnokság átszervezése miatt a Nyugati Kerületi Bajnokság második osztályának B csoportjában folytatták. Itt is bajnokok lettek így a Déli Kerületi Bajnokság első osztályába kerültek. Az 1933-34-es szezonban azonban nevet változtatott az egyesület Dunaszerdahelyi Torna Club (DTC) néven a második osztályban szerepeltek.
Az első bécsi döntés miatt 1938-ban a szlovák bajnokság megszakadt, a csallóközi és a mátyusföldi csapatok ideiglenes bajnokságot hoztak létre. 1939-ben a Kisalföldi Alosztályban, majd 1942-ben megint új néven DLE azaz Dunaszerdahelyi Labdarúgó Egyesület néven a győri kerületi bajnokság második osztályában szerepeltek. Az 1943-44-es idényt a háború miatt félbe kellett szakítani. A csoportokra osztott bajnokságban a DLE az A csoportban szerepelt és az őszi szezonban elsők lettek. A csapat tehát már a második világégést is átvészelte, bár 1946-tól szinte évente változott az egyesület neve voltak Spartakus meg Slavoj is.
Az 1950-es évekre azonban kialakult egy stabilabb háttér és 1953-ban megnyerték az egyik pozsonyi területi bajnokságot. 1968-ban és 1969-ben a harmadosztály nyugati csoportjában szerepelt a DAC. Az 1979-80-as szezonban megnyerte a különválás után létrehozott Szlovák Nemzeti Ligát (SNL 1.-másodosztály). A DAC végül 1984-ben jutott fel története során először a csehszlovák első osztályba. Az 1987-88-as szezonban 3., az 1990-91, és az 1992-93-as szezonban pedig a 4. helyen végeztek. Az 1997-98-as szezon végén kiestek az első osztályból. A legnagyobb siker, amit itt elértek, az 1987-es szlovák labdarúgókupa győzelem volt.
Az 1980-as és 1990-es években a nemzetközi kupasorozatokban is megmérettethette magát a csapat. Az 1988–1989-es UEFA-kupa küzdelemben kerültek szembe a legjelentősebb ellenfél az FC Bayern München csapatával (idegenben 3-1 és otthon 0-2-re elvesztett összesítésben 5:1). A hazai rendezésű mérkőzést hivatalosan 15 572 néző tekintette meg és ezidáig a DAC-stadion mindenkori nézőcsúcsa.
DAC-os szokás, mely jól kifejezi a dacot és az eltökéltséget, hogy azoknak a játékosoknak, akik ide igazolnak meg kell ismerkedniük a klub történetével is, hiszen a vezetőség és a szurkolók is azt várják el, hogy a sárga-kék szerelést magukra öltők tisztában legyenek azzal, hogy hova tartoznak és mit kell képviseljenek. A DAC szurkolók egy része, ha hiányolja a játékosok csapat iránti elköteleződését, elszántságát és küzdőszellemét, akkor a mérkőzésekről történő távolmaradással tiltakozik.

### 1980-as évek
Az 1980-as évek elején a másodosztálynak tekinthető szlovák nemzeti ligában szerepelt a csapat. Az időszak kiemelkedő sztárjátékosa a „fehér Pelé”ként is emlegetett Szikora György csehszlovák válogatott labdarúgó, aki később edzőként is támogatta csapatot. Az 1980-81-es szezonban a tizenegyedik helyen végeztek. Az 1981-82-es évadban 26 089 néző tekintette meg a hazai mérkőzéseket és 15 győztes mérkőzés mellett 11 vereséget, valamint 4 döntetlent értek el. Az 1982-83-as évadban négy ponttal lemaradva a Dukla Banská Bystrica mögött másodikak lettek. Az 1983-84-es szezonban a csapat megint második lett négy ponttal lemaradva a Petržalka csapata mögött és a DAC csatára Tóth László 22 góllal megszerezte a gólkirályi címet. Az 1984-85-ös szezonban Pecze Károly edző irányítása mellett az utolsó hazai mérkőzésen már tízezer feletti néző (10 576) előtt játszottak a Plastika Nitrával (1:0). Az idény érdekessége, hogy Tóth László ismét 22 góllal megnyerte a gólkirályi címet és szlovák aranycipős lett.
Az 1985-86-os idényben debütálhattak a csehszlovák első osztályú ligában. Tizenegyedikek lettek, de a kupában remekeltek és a klub addigi történetének legnagyobb nemzeti sikerélt elérve csehszlovák kupagyőztesek lettek. Ezzel részt vehettek az 1987–1988-as kupagyőztesek Európa-kupa küzdelmeiben. Az AÉ Lemeszú elleni előselejtezőn 0:1 majd otthon 5:1 összesítésben 5:2-vel kiharcolták az első körbe történő jutást. Az első körben hazai mérkőzésen 2-1-re verték a Young Boys csapatát, de ez nem volt elég a továbbjutáshoz, hiszen a visszavágón 3:1-re kikaptak. Az 1987–88. évi csehszlovák bajnokságban bronzérmesek lettek és indulhattak az 1988–1989-es UEFA-kupa küzdelmeiben. Az első körben 6:2-es összesítéssel továbbjutottak a svéd Östers IF ellenében. A klubtörténet legnagyobb nemzetközi menetelését, azonban megállította a Bayern München, de mindeközben újabb csúcs a minden idők hazai legnagyobb nézőszáma is megszületett (15 572). Az 1988-89-es idényben hatodikak, az 1989-90-esben Anton Dragúň irányítása mellett a tizenegyedik helyen végeztek. Ekkor került a csapatba a későbbi többszörös házi gólkirály a klubtörténet leggólerősebb játékosa Radványi Miklós.

### 1990-es évek
Az 1990-91-es szezonban Szikora György lett a csapat edzője és negyedik helyezést értek el. Nemzetközi versenyben is helytálltak, hiszen az Intertotó-kupa 8. csoportjában elsők lettek. A vezetőedzői poszton Szikorát Vladimír Hrivnák váltotta és kilencedikek lettek a bajnokságban. Az utolsó csehszlovák bajnokságban Dušan Radolský volt a csapat trénere. Csehszlovákia 1993-ban ketté vált Csehországra és Szlovákiára. Ez a történelmi esemény a klub életében is változásokat eredményezett. Benevezhettek az első osztályú szlovák labdarúgó-bajnokságba az úgynevezett Mars Szuperligába. Az 1993-94-es induláshoz cseh edzőt szerződtettek Ladislav Škorpil személyében. A csapat jól szerepelt bronzérmet szerzett és 19 góllal Pavol Diňa lett a gólkirály. Az elért eredménynek köszönhetően indulhattak az 1993–1994-es UEFA-kupa küzdelemben, de már az első körben a Casino Salzburg kétszer is 2:0-ra legyőzte őket így nem tudtak tovább lépni. Az 1994-95-ös szezonban Jozef Valovič vezetésével a csapat negyedikként végzett.
Az 1995-96-os szezonban négy edző is megfordult a kispadon Valovicsot, Anton Grajcár, majd őt Szikora György és végül Jozef Adameccel a tizenkétcsapatos bajnokságban tizedikek lettek. Az 1996-97-es bajnokságban Adamec irányításával továbbra is sereghajtók a tizenhat csapatos bajnokság 14. helyén végeztek. A lejtmenet folytatódott és 1997-98-ban utolsóként zártak és kiestek az első ligából. A Vladimír Rusnák által vezetett együttes a másodosztályban talpra állt és megnyerve a bajnokságot újra első osztályba kerültek. 1999-2000-es bajnokságot átszervezték, de ez azt is eredményezte, hogy a 14. helyen végző DAC ismét kiesett az élvonalból, mivel tízre csökkentették az első osztályban játszó csapatok számát.

### 2000-es évek
A 2000-01-es szezonban Ladislav Kuna edzővel a második ligában ötödik helyen végzetek. A 2001-02 idényben Ladislav Hudec edzőt kilenc forduló után Szikora György váltotta. A csapat továbbra is a középmezőnyben végzett kilencedikként. 2002-03-as idényben Szaban Tibor a klub korábbi legendás játékosa lett a szezon tizenöt mérkőzésén az edző, de a kiesőzónában tanyáztak ezért az idény felétől Milan Albrecht vette át a csapatot. A csapat ezután tíz mérkőzést is megnyert így végül nyolcadikak lettek. 2003-04 évadban Szikora György és Dušan Liba voltak az edzők. Tizenötből kilenc mérkőzést megnyertek. Ez időben érkezett iráni befektető a csapathoz. Az idényt Robert Pflug vezető edzővel zárták a tizenegyedik helyen.
A 2004-05-ös szezontól egészen a 2006-07-es szezonig a másodosztályból nem sikerült kitörni edzők sora váltotta magát a kispadon. A szlovák labdarúgó liga átszervezése során bekövetkezett az amire nem sokan számítottak a csapat tulajdonképpen harmadosztályba került a 2007-08-as idényre. 2007-08-ban megnyerték ezt a kelet-szlovákiai bajnokságot. Edzők ez időben Meszlényi Tibor, Peter Fieber és Simon Gyula segédedzőként. 2008-ban azonban feltűnt egy dubaji milliárdos, aki megvette két társával, a dunaszerdahelyi Antal Barnabással és a Bécsben élő iráni Khashayar Mohsenivel a sörgyárról elnevezett Corgoň ligás ŠK Senec egyesületet. Az egyesület azonban gyengélkedett és az első osztályban sem szerepelt jól, ekkor fúziót ajánlottak a DAC-nak és az alacsonyabb osztályú egyesület összeolvadt az élvonalbeli szenciekkel A DAC így újra első osztályú lehetett a 2008-2009-es évadra és kilencedik helyen végeztek.

### 2010-es évek
A 2009–2010-es 10. a 2010–2011-es idényben 9. helyen végeztek. Ez azt jelentette, hogy folyamatosan a kiesés ellen küzdöttek, ami be is következett, hiszen 2011–2012-es idényben utolsó 12. helyezettek lettek. A kieséstől kezdve viszont felszálló ágba kerültek nevet is változtattak, hiszen a felvidéki fradinak is titulált klub 2014-től FC DAC 1904 néven szerepel. Megnyerték a 2 ligát újra az első osztályba kerültek és folyamatosan javultak 2013–2014-es még Corgoň Ligában a 11. lettek majd az átnevezett Fortuna Ligában 2014–2015-ben 8. és 2015–2016-ban 7. helyen zártak.
A 2016–2017-es idényben nagy jelentőséggel bírt, hogy átadták a részlegesen felújított stadiont. Újra otthon játszhattak és telt ház előtt 2016. november 19-én a DAC-Trencsén (2:0) mérkőzéssel avatták fel stadionjukat a MOL Arénára keresztelt DAC stadiont. A megnyitó ünnepséget a csapat indulójaként is használt Radetzky-indulóval kezdték meg. 2016-2017 között a klub edzője László Csaba volt, aki már több nemzeti válogatottnak is volt a vezetőedzője. Irányítása mellett a 2016/17-es szezonban a bajnoki tabella 7. helyén végzett a DAC. Az idényben azonban mégis összességében jól teljesítettek, hiszen a felújított MOL Arénában veretlenek maradtak és egymás után öt bajnoki mérkőzést megnyertek, valamint fél évig - 16 meccsen keresztül - nem találtak legyőzőre. A következő idényre további fejlesztéseket és előrelépést terveznek, ezért László Csaba májusban lejárt szerződését nem hosszabbították meg, hanem a Budapest Honvéd FC-vel a 2016/17-es idényben magyar bajnoki címet szerzett Marco Rossit szerződtették le két évre. A szerződését viszont nem töltött ki mivel az MLSZ kinevezte őt a magyar válogatott edzőjének. A 2018/19-es évadban elért 3. helyezés alapján indulhatott az Európa-ligában, ahol az első fordulóban 3–2-es összesítéssel búcsúztatta a Dinamo Tbiliszi együttesét, a következő fordulóban viszont a Dinama Minszk ellen kettős vereséggel estek ki a sorozatból. A következő szezonban ezüstérmet szerzett az együttes, ezáltal újra próbálkozhatott az Európa-ligában. Az eredmény azonban ugyanaz volt mint az előző szezonban. Az első fordulóban a Cracoviát idegenben lőtt góllal sikerült kiejteni, majd a görög Atrómitosz kettős győzelemmel verte ki a DAC-ot a kupából.

### 2020-as évek
2020 októberében új klubrekordot állított fel a csapat azzal hogy sorozatban nyolcadszor győzött a bajnokságban.

Az európai kupában két új rekordot is felállított a csapat. Az Európa liga 3. fordulójába jutott, ott viszont 7–0-s történelmi vereséget szenvedett az osztrák Linz csapata ellen. A 2020–2021-es bajnokságot a második helyen zárta a csapat.

## A csapatnév változtatásai
- 1908-1919 1908-ban megalakul a Dunaszerdahelyi Sport Egylet (DSE), Dunaszerdahely első sportegylete
- 1920 Megalakul a Dunaszerdahelyi Atlétikai Club (szlovákul Dunajskostredsky atleticky klub)
- 1933 Felveszik a Dunaszerdahelyi Torna Club (DTC) nevet
- 1942-44 Dunaszerdahelyi Labdarúgó Egyesület (DLE) néven működik tovább az egyesület
- 195? Spartacus
- 1956 Slavoj
- 1965 TJ Jednota
- 1968 TJ DAC
- 1974 DAC Poľnohospodár
- 1993 FC DAC
- 1994 Marat – DAC
- 1994 1. FC DAC – Gemer
- 1996 1. FC DAC
- 2000 FK DAC 1904 a. s.
- 2009 FK DAC 1904 Dunajska Streda
- 2014 FC DAC 1904[2]

## Szurkolók és riválisok

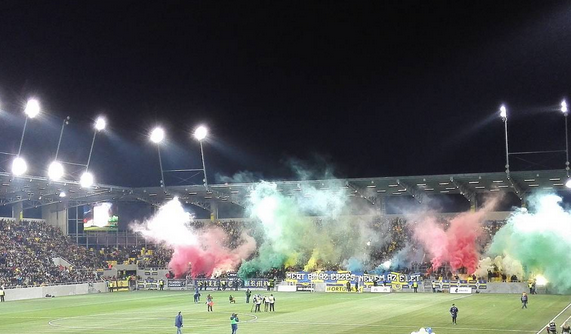
DAC szurkolók magyar nemzeti színű ködgyertyákkal az AS Trenčínnel 2016. november 19-én játszott mérkőzésen

A DAC szurkolói a sárga-kékek. A sárga szín a Csallóköz gazdag termést adó gabonaföldjeinek termésére utal, míg a kéket a Duna folyó miatt választották. Öt szervezett szurkolói csoportjuk is van: Felvidéki Harcosok, Wallace Army Vidéki Urak Casuals,Ultras Felvidék és a hivatalosan bejegyzett státusszal bíró Yellow Blue Supporters, rövidítve YBS. Nagy a különbség a pár száz főt tömörítő szurkolói csoportok között. Külön szurkolnak a Felvidéki Harcosok meg A rettenthetetlen főhőséről, William Wallaceról elnevezett Wallace Army tagjai, akik hangsúlyozzák nemzeti hovatartozásokat magyar szimbólumok, zászlók viselésével és rigmusaik között vannak olyanok, melyek politikai üzenetek is egyben.
A legnagyobb szlovákiai riválisuk az ŠK Slovan Bratislava és az FC Spartak Trnava. A DAC szurkolói magyar nyelven buzdítják csapatukat és jó kapcsolatot ápolnak magyar szurkolói csoportokkal, közülük kiemelkedik a Ferencváros, de szintén kapcsolatot tartanak a CFR 1907 Kolozsvár szurkolóival is. Mérkőzéseiket rendszeresen látogatják Magyarországról érkezett szurkolók, valamint neves szlovák és magyar közéleti személyek is.
A hazai mérkőzések koreográfiájához rendre hozzátartozik, hogy a mérkőzés kezdetén eléneklik az Ismerős Arcok Nélküled című dalát és a magyar himnuszt. Az énekek kíséretéhez rendre felkérnek előadóművészeket, akik együtt éneklik a szurkolókkal a Nélküled című dalt, a zenei aláfestést pedig trombita és szurkolói dob kíséret teszi még színesebbé.

### Atrocitások
A DAC és az ŠK Slovan Bratislava szurkólóinak találkozásai kiemelt biztonsági kockázatot jelentenek. Ezeken a mérkőzéseken előfordultak már rendbontások, több esetben rendőri intézkedések is történtek és mindkét táborból több szurkoló ellen indítottak eljárást.
Talán a legnagyobb médianyilvánosságot kapott eset 2008. november 1-jén történt, amikor a DAC-Slovan mérkőzés kezdetén még a szlovák szurkolókkal csaptak össze a rendfenntartók. A mérkőzés közben azonban a DAC szurkolók szektorát rohanta le a szlovák karhatalom. Az eredmény: ötvenen megsebesültek, 31 személyt előállítottak, a sérültek között volt egy rendőr is. A legsúlyosabb sérültet az akkor 18 éves Magyarországról származó fiút a stadionban kellett újraéleszteni, majd helikopterrel szállították kórházba. A Dunaszerdahelyen rendezett mérkőzést az eset miatt félbe kellett szakítani, de végül 4:0-ra simán nyert a Slovan.
A 2017. április 8-án rendezett jubileumi 50. DAC-Slovan találkozón is meg kellett szakítani ezúttal a Slovan-szurkolók a szektorukban elkezdték szétszedni a berendezést és széthajigálták a lebontott székeket. A rohamrendőrök és a biztonságiak kiürítették a szektort és folytatódhatott a mérkőzés. A mérkőzést 1:0-ra a DAC nyerte meg. Az esetről a DAC futballklub külön közleményt adott ki.

## Stadion

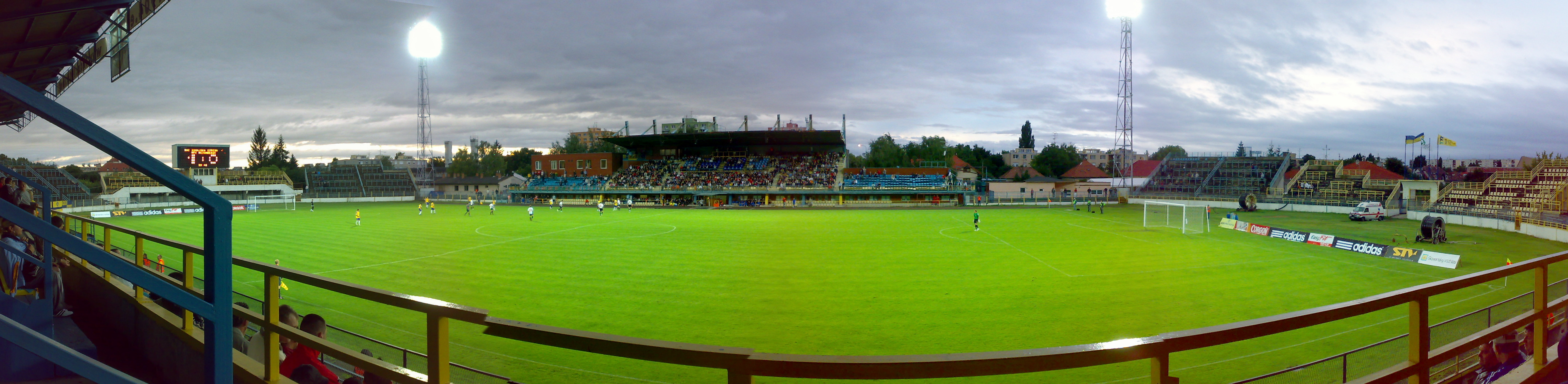
A DAC Aréna látképe a lelátóról

A DAC Arénát 1953-ban adták át atlétikai versenyek és labdarúgó mérkőzések megrendezésére. Nagyobb fejlesztést az 1985-ös Szpartakiádra történő átalakítás hozott. A legnagyobb nézettséget 1988-as FC Bayern München elleni UEFA-kupa találkozó hozta akkor hivatalosan 15 572 néző tekintette meg a mérkőzést. 2008-ban, mikor első osztályú lett a csapat nagyobb felújítást is végeztek. A klub történetének legnagyobb beruházása 2015-17 között vette kezdetét. Stadionfejlesztésre szánt költségvetése 22 millió eurós nagyságrendű (körülbelül 6,8 milliárd forint), melyhez a szlovák állam 2,4 millió euróval, a városi önkormányzat pedig - telkek átruházása által - 2 millió euróval szállt be, a legnagyobb szponzor a MOL Magyar Olaj- és Gázipari Nyrt. 2 millió eurót finanszíroz, a további költségekből a klub tulajdonosai 4,6 millió eurót állnak és hitelt is vesznek fel.
A stadion jelenleg 12 700 embert fogad be. A munkálatok 2019 tavaszán fejeződtek be. Jelenleg az UEFA 4. kategóriájába sorolják a stadiont. 2019. Július 11-én a Cracovia Kraków csapata ellen játszanak Európa Liga selejtezőt. A felújított stadiont telt ház előtt 2016. november 19-én a DAC-Trencsén 2:0-s mérkőzéssel avatták fel. Az avató fényét tovább emelte, hogy a szlovák bajnokot sikerült legyőzniük.

## Sikerek
Csehszlovákia:
- Csehszlovák bajnokság (1985–93)
  -  Harmadik helyezett (1): 1987–88
- Csehszlovák kupa
  -  Győztes (1): 1987 *
- Szlovák nemzeti liga (1969–93)
  -  Bajnok (1): 1984–85

 Szlovákia:
- Szlovák bajnokság (1993–)
  -  Második helyezett (4): 2018-19, 2020-21, 2022-23, 2024-25
  -  Harmadik helyezett (3): 1993–94, 2017-18, 2019-20
- Szlovák másodosztály:  1998-1999, 2012-2013
  -  Bajnok (2) 1998-1999, 2012-2013
- Szlovák kupa
  -  Győztes (1): 1987 *
  -  Döntős (2): 1993, 1995

1993-ig hivatalosan Csehszlovák kupa volt a sorozat neve. 1960-tól a sorozat végéig az aktuálsi szlovák kupagyőztes és a cseh kupagyöztes mérkőzött meg az UEFA által elismert Csehszlovák kupáért. A győztes kvalifikálta magát a Kupagyőztesek Európa-kupájába.
Szlovák első osztály gólkirály:
| Szezon  | Gólkirály  | Gól |
| ------- | ---------- | --- |
| 1994–95 | Pavol Diňa | 19  |

## Szponzorok
| \| Időszak \| gyártó \| mez szponzor \| \| --------- \| ------ \| ------------- \| \| ????–83 \| none \| none \| \| 1983–85 \| none \| DAC \| \| 1985–91 \| Adidas \| none \| \| 1991–92 \| Adidas \| SPECTRUM \| \| 1992–93 \| Adidas \| none \| \| 1993–94 \| Adidas \| Saturn \| \| 1994–95 \| Puma \| Sulák \| \| 1995–96 \| Adidas \| gemer \| \| 1996–97 \| Adidas \| DAC \| \| 1997–98 \| Adidas \| none \| \| 1998–99 \| Adidas \| Kabát \| \| 1999–06 \| NIKE \| none \| \| 2006–07 \| Erreà \| THERMAL PARK \| \| 2007–08 \| hummel \| My City DUBAI \| \| 2008–10 \| Adidas \| Abu Dhabi \| \| 2010–11 \| Adidas \| Regin \| \| 2011–12 \| Adidas \| NEGIN \| \| 2012–14 \| Adidas \| none \| \| 2014–2017 \| Adidas \| Kukkonia \| \| 2017– \| macron \| Kukkonia \| | - Kukkonia - ENARGO - St. Nicolaus - Tatra Billing - OTP Bank |               |
| Időszak | gyártó                                                        | mez szponzor  |
| ????–83 | none                                                          | none          |
| 1983–85 | none                                                          | DAC           |
| 1985–91 | Adidas                                                        | none          |
| 1991–92 | Adidas                                                        | SPECTRUM      |
| 1992–93 | Adidas                                                        | none          |
| 1993–94 | Adidas                                                        | Saturn        |
| 1994–95 | Puma                                                          | Sulák         |
| 1995–96 | Adidas                                                        | gemer         |
| 1996–97 | Adidas                                                        | DAC           |
| 1997–98 | Adidas                                                        | none          |
| 1998–99 | Adidas                                                        | Kabát         |
| 1999–06 | NIKE                                                          | none          |
| 2006–07 | Erreà                                                         | THERMAL PARK  |
| 2007–08 | hummel                                                        | My City DUBAI |
| 2008–10 | Adidas                                                        | Abu Dhabi     |
| 2010–11 | Adidas                                                        | Regin         |
| 2011–12 | Adidas                                                        | NEGIN         |
| 2012–14 | Adidas                                                        | none          |
| 2014–2017 | Adidas                                                        | Kukkonia      |
| 2017– | macron                                                        | Kukkonia      |

## Eredmények
A szlovák ligában szerepel 1993–óta
| Szezon  | Osztály | Liga neve       | Helyezés/ Csapatok száma | Mérkőzés- szám | Gy | D  | V  | Rg | Kg | Pont | Kupa         | Házi gólkirály                      |
| ------- | ------- | --------------- | ------------------------ | -------------- | -- | -- | -- | -- | -- | ---- | ------------ | ----------------------------------- |
| 1993–94 | 1       | Mars szuperliga | 3/(12)                   | 32             | 13 | 30 | 9  | 62 | 47 | 36   | elődöntő     | Pavol Diňa (19)                     |
| 1994–95 | 1       | Mars szuperliga | 4/(12)                   | 32             | 13 | 7  | 12 | 41 | 42 | 46   | döntő        | Tibor Zsákovics (4)                 |
| 1995–96 | 1       | Mars szuperliga | 10/(12)                  | 32             | 10 | 3  | 19 | 41 | 76 | 33   | 2.forduló    | Eugen Bari (8)                      |
| 1996–97 | 1       | Mars szuperliga | 14/(16)                  | 30             | 9  | 7  | 14 | 29 | 45 | 34   | negyeddöntő  | Milan Rimanovský (9)                |
| 1997–98 | 1       | Mars szuperliga | 16/(16)                  | 30             | 5  | 6  | 19 | 26 | 51 | 21   | 1.forduló    | Jaroslav Mašek (4)                  |
| 1998–99 | 2       | 2. Liga         | 1/(16)                   | 34             | 21 | 6  | 7  | 62 | 29 | 69   | 2.forduló    | Radványi Miklós (20)                |
| 1999–00 | 1       | Mars szuperliga | 14/(16)                  | 30             | 6  | 9  | 15 | 24 | 42 | 27   | negyeddöntő  | Radványi Miklós (6) Simon Gyula (6) |
| 2000–01 | 2       | 2. Liga         | 5/(18)                   | 34             | 16 | 7  | 11 | 43 | 41 | 55   | 1.forduló    | Ladislav Suchánek (14)              |
| 2001–02 | 2       | 2. Liga         | 8/(16)                   | 30             | 11 | 10 | 9  | 42 | 38 | 43   | 1.forduló    | Vladimír Veselý (7)                 |
| 2002–03 | 2       | 2. Liga         | 8/(16)                   | 30             | 11 | 8  | 11 | 39 | 40 | 41   | 1.forduló    | Miroslav Kozák (9)                  |
| 2003–04 | 2       | 2. Liga         | 11/(16)                  | 30             | 11 | 6  | 13 | 36 | 44 | 39   | 1.forduló    | Bognár Péter (9)                    |
| 2004–05 | 2       | 2. Liga         | 6/(16)                   | 30             | 12 | 6  | 12 | 33 | 45 | 42   | 1.forduló    | Peter Bognár (5)                    |
| 2005–06 | 2       | 2. Liga         | 12/(16)                  | 30             | 7  | 6  | 17 | 27 | 51 | 27   | 1.forduló    | Lukáš Rohovský (4)                  |
| 2006–07 | 2       | 2. Liga         | 9/(12)                   | 36             | 9  | 12 | 15 | 32 | 46 | 39   | 1.forduló    | Siradji Sani (6)                    |
| 2007–08 | 3       | 3. Liga         | 1/(16)                   | 30             | 18 | 3  | 8  | 54 | 29 | 57   | 3.forduló    | Belkovics László (11)               |
| 2008–09 | 1       | Corgoň liga     | 9/(12)                   | 33             | 9  | 9  | 15 | 32 | 59 | 36   | negyeddöntő  | Leonard Kweuke (11)                 |
| 2009–10 | 1       | Corgoň liga     | 10/(12)                  | 33             | 7  | 12 | 14 | 28 | 47 | 33   | elődöntő     | Samuel Koejoe (7)                   |
| 2010–11 | 1       | Corgoň liga     | 9/(12)                   | 33             | 9  | 9  | 15 | 24 | 39 | 36   | 2.forduló    | Harsányi Zoltán (4)                 |
| 2011–12 | 1       | Corgoň liga     | 12/(12)                  | 33             | 5  | 1  | 27 | 21 | 63 | 16   | 2.forduló    | John Delarge (8)                    |
| 2012–13 | 2       | 2. Liga         | 1/(12)                   | 33             | 19 | 8  | 6  | 41 | 26 | 65   | 2.forduló    | Stanislav Velický (8)               |
| 2013–14 | 1       | Corgoň liga     | 11/(12)                  | 33             | 8  | 8  | 17 | 29 | 57 | 262  | 3.forduló    | Szarka Ákos (4)                     |
| 2014–15 | 1       | Fortuna liga    | 8/(12)                   | 33             | 9  | 9  | 12 | 32 | 44 | 39   | elődöntő     | Szarka Ákos (5)                     |
| 2015–16 | 1       | Fortuna liga    | 7/(12)                   | 33             | 12 | 7  | 14 | 38 | 42 | 43   | negyeddöntő  | Erik Pačinda (10)                   |
| 2016-17 | 1       | Fortuna liga    | 7/(12)                   | 30             | 10 | 12 | 8  | 37 | 34 | 42   | negyeddöntő  | Erik Pačinda (8)                    |
| 2017-18 | 1       | Fortuna liga    | 3/(12)                   | 31             | 15 | 9  | 7  | 42 | 32 | 54   | negyeddöntő  | Erik Pačinda (10)                   |
| 2018-19 | 1       | Fortuna liga    | 2/(12)                   | 32             | 19 | 6  | 7  | 63 | 37 | 63   | nyolcaddöntő | Vida Kristopher (11)                |
| 2019-20 | 1       | Fortuna liga    | 3/(12)                   | 27             | 15 | 5  | 7  | 42 | 28 | 50   | elődöntő     | Kalmár Zsolt (9)                    |
| 2020-21 | 1       | Fortuna liga    | 2/(12)                   | 32             | 19 | 8  | 5  | 66 | 38 | 65   | nyolcaddöntő | Eric Ramírez 16                     |
| 2021-22 | 1       | Fortuna liga    | 4/(12)                   | 32             | 12 | 10 | 10 | 39 | 37 | 46   | legjobb 64   | Nikola Krstovic 7                   |
| 2022-23 | 1       | Fortuna liga    | 2/(12)                   | 32             | 20 | 7  | 5  | 54 | 29 | 67   | legjobb 32   | Nikola Krstovic 18                  |
| 2023-24 | 1       | Nike liga       | 2/(12)                   | 32             | 16 | 10 | 6  | 47 | 29 | 58   | negyeddöntő  | Matej Trusa 12                      |
- 1 Újjászervezték a bajnokságot.
- 2 Hat pontot levontak bundázás miatt.

### Európai kupaszereplések
| Idény   | Mérkőzés                    | Kör                  | Ország          | Klub            | Otthon | Idegenben  | Össz.       |
| ------- | --------------------------- | -------------------- | --------------- | --------------- | ------ | ---------- | ----------- |
| 1987–88 | Kupagyőztesek Európa-kupája | 1.fordulóba jutásért | Ciprus          | AÉ Lemeszú      | 0–1    | 5–1        | 5–2         |
| 1987–88 | Kupagyőztesek Európa-kupája | 1.forduló            | Svájc           | Young Boys      | 2–1    | 1–3        | 3–4         |
| 1988–89 | UEFA-kupa                   | 1.forduló            | Svédország      | Östers IF       | 0–2    | 6–0        | 6–2         |
| 1988–89 | UEFA-kupa                   | 2.forduló            | Németország     | Bayern München  | 1–3    | 0–2        | 1–5         |
| 1993–94 | UEFA-kupa                   | 1.forduló            | Ausztria        | Casino Salzburg | 0–2    | 0–2        | 0–4         |
| 2019–20 | Európa-liga                 | 1.forduló            | Lengyelország   | KS Cracovia     | 1–1    | 2–2 (h.u.) | 3–3 (i.l.g) |
| 2019–20 | Európa-liga                 | 2.forduló            | Görögország     | Atromitos       | 1–2    | 2–3        | 3–5         |
| 2020–21 | Európa-liga                 | 1.forduló            | Izland          | FH              | 2–0    |            |             |
| 2020–21 | Európa-liga                 | 2.forduló            | Csehország      | FK Jablonec     | 5-3    |            |             |
| 2020–21 | Európa-liga                 | 3.forduló            | Ausztria        | LASK Linz       | 0-7    |            |             |
| 2021–22 | Európa Konferencia Liga     | 2.forduló            | Szerbia         | FK Partizan     | 0-2    | 1-0        | 0-3         |
| 2022–23 | Európa Konferencia Liga     | 1.forduló            | Észak-Írország  | Cliftonville FC | 2-1    | 0-3        | 5-1         |
| 2022–23 | Európa Konferencia Liga     | 2.forduló            | Feröer-Szigetek | Víkingur Gøta   | 2-0    | 0-2        | 4-0         |
| 2022–23 | Európa Konferencia Liga     | 3.forduló            | Románia         | FCSB            | 0-1    | 1-0        | 0-2         |

|-
| rowspan="3" |2022–23
| rowspan="3" |Európa Konferencia Liga
|1.forduló
| Észak-Írország
|Cliftonville FC
|style="text-align:center; background:#dfd;"|2-1
|style="text-align:center; background:#dfd;"|0-3
|5-1
|-
| rowspan="3" |2023–24
| rowspan="3" |Európa Konferencia Liga
|1.forduló
|[[Fájl:Flag of Sablon:Zászló/Geo.svg|22px|keret|class=noviewer|Geo]] 
|Fc Dila Gori
|style="text-align:center; background:#dfd;"|2-1
|style="text-align:center; background:#fdd;"|0-2
|4-1
|-
| rowspan="3" |2024–25
| rowspan="3" |Európa Konferencia Liga
|2.forduló
| 
|Pfc Zire
|style="text-align:center; background:#ffd;"|4-0
|style="text-align:center; background:#fdd;"|1-2
|6-1

#### Nem UEFA lebonyolítású
| Évad | Mérkőzés           | Kör        | Ország       | Klub                 | Otthon | Idegenben    |
| ---- | ------------------ | ---------- | ------------ | -------------------- | ------ | ------------ |
| 1987 | Intertotó-kupa     | 4. csoport | Magyarország | FC Tatabánya         | 0–1    | 1–6          |
| 1987 | Intertotó-kupa     | 4. csoport | Svájc        | AC Bellinzona        | 4–0    | 0–2          |
| 1987 | Intertotó-kupa     | 4. csoport | Dánia        | Næstved              | 2–2    | 2–3          |
| 1988 | Intertotó-kupa     | 5. csoport | Svédország   | IFK Norrköping       | 5–1    | 0–1          |
| 1988 | Intertotó-kupa     | 5. csoport | Svájc        | Young Boys           | 3–1    | 1–5          |
| 1988 | Intertotó-kupa     | 5. csoport | Magyarország | Szombathelyi Haladás | 3–0    | 0–0          |
| 1991 | Intertotó-kupa     | 8. csoport | Románia      | FC Rapid București   | 3–0    | 0–1          |
| 1991 | Intertotó-kupa     | 8. csoport | Bulgária     | Botev Plovdiv        | 4–1    | 3–1          |
| 1992 | Közép-európai kupa | 1.forduló  | Magyarország | BVSC Budapest        |        | 0–0 (5–6)(b) |
| 1993 | Intertotó-kupa     | 4. csoport | Svédország   | Malmö FF             | 0–0    |              |
| 1993 | Intertotó-kupa     | 4. csoport | Németország  | Bayer Uerdingen      |        | 2–0          |
| 1993 | Intertotó-kupa     | 4. csoport | Dánia        | OB Odense            | 0–3    |              |
| 1993 | Intertotó-kupa     | 4. csoport | Magyarország | Videoton             |        | 1–7          |
| 1994 | Intertotó-kupa     | 7. csoport | Svédország   | Trelleborg           | 2–0    |              |
| 1994 | Intertotó-kupa     | 7. csoport | Svájc        | Grasshoppers         |        | 0–3          |
| 1994 | Intertotó-kupa     | 7. csoport | Németország  | MSV Duisburg         | 0–1    |              |
| 1994 | Intertotó-kupa     | 7. csoport | Dánia        | Aalborg BK           |        | 1–3          |

## Jelenlegi keret
Utolsó módosítás: 2023. július 9.
A vastaggal jelzett játékosok felnőtt válogatottsággal rendelkeznek.
A dőlttel jelzett játékosok kölcsönben szerepelnek a klubnál.

| Mezszám                | Név                | Nemzetiség    | Születési hely  | Születési idő (kor)            | Korábbi csapat           | Érték (€) | Szerződés lejárta |
| Kapusok                | Kapusok            | Kapusok       | Kapusok         | Kapusok                        | Kapusok                  | Kapusok   | Kapusok           |
| ---------------------- | ------------------ | ------------- | --------------- | ------------------------------ | ------------------------ | --------- | ----------------- |
| 22                     | Veszelinov Dániel  | HUN           | Szeged          | 2001. július 5. (23 éves)      | Király SE                | 225 000   | 2024.06.30.       |
| 99                     | Samuel Petras      | SVK           | Zsolna          | 1999. április 10. (25 éves)    | MŠK Žilina               | 450 000   | 2026.06.30.       |
|                        | Horváth Attila     | SVK           | Dunaszerdahely  | 2003. április 17. (21 éves)    | STK 1914 Somorja         | 50 000    | 2023.06.30.       |
| Védők                  |                    |               |                 |                                |                          |           |                   |
| 16                     | Mateus Brunetti    | brazil · ITA  | São Paulo       | 1999. november 18. (25 éves)   | Figueirense FC           | 450 000   | 2025.06.30.       |
| 18                     | Alex Mendez        | spanyol       | Elche           | 2001. július 28. (23 éves)     | MFK Zemplin Michalovce   | 350 000   | 2026.06.30.       |
| 33                     | Damian Kachut      | SVK           | Pozsony         | 2004. június 9. (20 éves)      | Utánpótlásból került fel | 100 000   | 2025.06.30.       |
| 44                     | Spyros Risvanis    | görög         | Holargos        | 1994. január 3. (31 éves)      | Anórthoszi Ammohósztu    | 600 000   | 2024.06.30.       |
| 78                     | Alex Pinto         | POR           | Guimarães       | 1998. július 8. (26 éves)      | SC Farense               | 600 000   | 2024.06.30.       |
|                        | Csinger Márk       | magyar        | Jászberény      | 2003. május 31. (21 éves)      | SPAL U19                 | 250 000   | 2025.05.31.       |
|                        | Filip Kasa         | cseh · SVK    | Ostrava         | 1994. január 1. (31 éves)      | FC Viktoria Plzeň        | 450 000   | 2025.06.30.       |
|                        | Urblík Norbert     | SVK           | Ipolyság        | 2004. április 18. (20 éves)    | Győri ETO FC             | -         | Nem publikus      |
|                        | Konrad Gruszkowski | POL           | Rabka Zdrój     | 2001. január 27. (24 éves)     | Wisła Kraków SA          | 50 000    | 2025.06.30.       |
| Középpályások          |                    |               |                 |                                |                          |           |                   |
| 7                      | Ales Cermak        | cseh          | Prága           | 1994. október 1. (30 éves)     | FC Viktoria Plzeň        | 500 000   | 2025.06.30.       |
| 8                      | Milan Dimun        | SVK           | Kassa           | 1996. szeptember 19. (28 éves) | MKS Cracovia             | 500 000   | 2025.06.30.       |
| 13                     | Kalmár Zsolt       | HUN           | Győr            | 1995. június 9. (29 éves)      | RB Leipzig               | 1 000 000 | 2025.06.30.       |
| 20                     | Dominik Veselovsky | SVK           | Plzeň           | 2002. július 19. (22 éves)     | Utánpótlásból került fel | 350 000   | 2024.06.30.       |
| 27                     | Ammar Ramadan      | szír          | Edlib           | 2001. január 5. (24 éves)      | Ferencvárosi TC          | 375 000   | 2026.06.30.       |
| 55                     | Riquelme           | brazil        | São Paulo       | 2002. október 2. (22 éves)     | SC Corinthians U20       | 75 000    | Nem publikus      |
| 66                     | Miroslav Kacer     | SVK           | Zsolna          | 1996. február 2. (29 éves)     | FC Viktoria Plzeň        | 600 000   | 2026.06.30.       |
|                        | Vitális Milán      | magyar        | Nyíregyháza     | 2003. május 31. (21 éves)      | Győri ETO FC             | 225 000   | 2025.06.30.       |
|                        | Hassim Badjie      | GAM           | Nema Kunku      | 2002. március 23. (22 éves)    | Gambinos Stars           | 75 000    | 2024.06.30.       |
|                        | Mame Wade          | SEN           | Tivaoune        | 2002. október 10. (22 éves)    | Gambinos Stars           | 10 000    | 2024.06.30.       |
|                        | Sainey Njie        | GMB           | Lamin           | 2001. augusztus 30. (23 éves)  | Gambinos Stars           | 250 000   | 2023.06.30.       |
|                        | Szolgai Máté       | SVK           | Dunaszerdahely  | 2003. július 27. (21 éves)     | STK 1914 Somorja         | 150 000   | 2026.06.30.       |
| Támadók                |                    |               |                 |                                |                          |           |                   |
| 9                      | Giannis Niarchos   | görög         | Athén           | 2002. június 26. (22 éves)     | FC ViOn Zlaté Moravce    | 250 000   | 2026.06.30.       |
| 17                     | Yhoan Andzouana    | COG · francia | Brazzaville     | 1996. december 13. (28 éves)   | KSV Roeselare            | 450 000   | 2025.06.30.       |
| 45                     | Nikola Krstović    | MNE · SRB     | Galambóc        | 2000. április 5. (24 éves)     | FK Crvena zvezda         | 2 200 000 | 2025.06.30.       |
| 80                     | Željko Gavrić      | SRB · bosnyák | Ugljevik        | 2000. december 5. (24 éves)    | Ferencvárosi TC          | 900 000   | 2026.06.30.       |
|                        | Bright Owusu       | ghánai        | Accra           | 2002. május 22. (22 éves)      | Gambinos Stars           | 125 000   | Nem publikus      |
|                        | Matej Trusa        | SVK           | Nagymihály      | 2000. november 29. (24 éves)   | FC Viktoria Plzeň        | 250 000   | 2026.06.30.       |
| Kölcsönadott játékosok |                    |               |                 |                                |                          |           |                   |
| Név                    | Poszt              | Nemzetiség    | Születési hely  | Születési idő (kor)            | Kölcsönben itt           | Érték (€) | Kölcsön lejárta   |
| Luciano Vera           | védő               | argentin      | Misiones        | 2002. február 9. (23 éves)     | CD Maipú                 | 150 000   | 2023.12.31.       |
| Balogh Norbert         | támadó             | magyar        | Hajdúböszörmény | 1996. február 21. (29 éves)    | Kisvárda FC              | 200 000   | 2024.06.30.       |
| Szendrei Ákos          | támadó             | magyar        | Szekszárd       | 2003. január 23. (22 éves)     | Kecskeméti TE            | 150 000   | 2024.06.30.       |

### Visszavont mezszám
12 – A 12. csapattag a szurkolók, ezért ezt a mezszámot visszavonták így DAC játékos nem kap ilyet.

### Stáb
Vezetőség
- Tulajdonos:  Világi Oszkár (90%), Dunaszerdahely városa (10%)
- Elnök:  Dr. Végh Tibor
- Manager:  Dušan Chytil

Edző stáb
- Vezetőedző:  Xisco Muñoz
- Segédedző:  Borbély Balázs
- Kapusedző:  Pavol Hrnčiarik
- Erőnléti edző:  Csaba Gábris

Orvosi stáb
- Csapat orvos:  Dr. Marián Jančár
- Csapat orvos:  Fegyveres Zsolt
- Masszőr:  Vojtech Nagy
- Fizioterapeuta:  Lukáš Kováčik
- Fizioterapeuta:  Pál Horváth

További Segítők
- Szertáros:  Marián Gódány
- Csapatvezető:  Zacsovics Zoltán

### A legtöbb DAC gólt szerző játékosok
A táblázatban csak bajnoki mérkőzéseken elért találat szerepel
Frissítve: 2021. július 25.
|    |     | Név              | Gólok | Szezon |
| -- | --- | ---------------- | ----- | ------ |
| 1  | TCH | Ladislav Tóth    | 74    |        |
| 2  | SVK | Mikuláš Radványi | 60    |        |
| 3  | SVK | Pavol Diňa       | 49    |        |
| 4  | HUN | Kalmár Zsolt     | 34    |        |
| 5  | SVK | Erik Pačinda     | 32    |        |
| 6  | HUN | Vida Kristopher  | 29    |        |
| 7  | TCH | Tibor Mičinec    | 27    |        |
| 8  | SVK | Július Šimon     | 26    |        |
| 9  | CRO | Marko Divković   | 25    |        |
| 10 | VEN | Eric Ramírez     | 23    |        |

vastag betűvel az aktív labdarúgók neve látható

## Híres labdarúgók
Az alábbi listában szereplő FK DAC játékosok nemzetközi szinten is ismert labdarúgók. Azok, akik hazájuk válogatottjában is szerepeltek ki vannak vastagítva.
- Alekszandar Bajevszki
- Ričardas Beniušis
- Borbély Balázs
- Arsène Copa
- Erick Davis
- Dzon Delarge
- Pavol Diňa
- Ján Ďurica
- Jacques Elong Elong
- Peter Fieber
- Michal Filo
- Branislav Fodrek
- Roman Gergel
- Gőgh Kálmán
- Marián Had
- Ilami Halimi
- Ismail Hassan
- Tomáš Huk
- Tibor Jančula
- Ladislav Józsa
- Ján Kapko
- Rastislav Kostka
- Pavel Kováč
- Léonard Kweuke
- Rolf Landerl
- Peter Lérant
- Štefan Maixner
- Egidijus Majus
- Ľubomír Michalík
- Tibor Mičinec
- Nikola Mikelini
- Németh Krisztián
- Staniša Nikolić
- Ján Novota
- Branislav Obžera
- Mohammad Parvin
- Pinte Attila
- Pintér Attila
- Jozef Pisár
- Ilija Prodanović
- Regedei Csaba
- Valērijs Šabala
- Pavol Šafranko
- Saláta Kornél
- Siradji Sani
- Yüksel Sariyar
- Pavol Sedlák
- Ivan Sesar
- Simon Gyula
- Alfredo Stephens
- Szabó Ottó
- Grzegorz Szamotulski
- Szikora György
- Darko Tofiloski
- Vladimír Weiss

## Vezetőedzők
- Vojtech Gödölle (1977–78)
- Vladimír Hrivnák (1978–81)
- Štefan Jačiansky (1981)
- Anton Richtárik (1982)
- Szikora György (1982–84)
- Pecze Károly (1984–89)
- Anton Dragúň (1989–90)
- Juraj Szikora (1990–91)
- Vladimír Hrivnák (1991–92)
- Dusan Radolsky (1992. július 1. – 1993. június 30.)
- Ladislav Škorpil (1993–94)
- Jozef Valovič (1994–95)
- Anton Grajcár (megbízott edző) (1995)
- Szikora György (1995–96)
- Jozef Adamec (1996–97)
- Ladislav Škorpil (1997–98)
- Dušan Liba (1998)
- Vladimír Rusnák (1998–99)
- Viliam Ilko (1999)
- Anton Grajcár (megbízott edző) (1999)
- Ladislav Kuna (1999 – 2000. november 20.)
- Ladislav Hudec (2001)
- Szikora György (2001–02)
- Tibor Szaban (2002)
- Milan Albrecht (2003)
- Juraj Szikora (2003)
- Dušan Liba (2003)
- Robert Pflug (2004. január 1. – 2004. május 31.)
- Stefan Horny (2004–05)
- Ladislav Kuna (2005)
- Peter Fieber (2005)
- Štefan Zaťko (2005–06)
- Tibor Mičinec (2006)
- Milan Albrecht (2006)
- Robert Pflug (2006–07)
- Asghar Sharafi (2007. július 1. – 2008. május 12.)
- Peter Fieber (2008)
- Milan Đuričić (2008. július 1. – 2008. augusztus 17.)
- Michal Kuruc (megbízott edző) (2008. augusztus 14. – 2008. augusztus 24.)
- Werner Lorant (2008. augusztus 29. – 2009. április 22.)
- Zlatko Kranjčar (2009. április 22. – 2009. június 30.)
- Kurt Garger (2009. július 4. – 2010. május 10.)
- Radványi Miklós (2010. május 10. – 2011. június 30.)
- Stefan Horny (2011. július 1. – 2011. augusztus 6.)
- Németh Krisztián (2011. augusztus 8. – 2012. március 25.)
- Werner Lorant (2012. március 26. – 2012. április 7.)
- Radványi Miklós (2012. június 1. – 2015. január 17.)[41]
- Tomislav Marić (2015. január 17.–2016. június 30.)[42][43]
- Németh Krisztián (2016. május 23.-2016. október 20.)[44]
- László Csaba (2016. október 20. – 2017. június 9.)[45]
- Marco Rossi (2017. június 11. – 2018. július)
- Peter Hyballa (2018. július – 2020. január)
- Hélder (2020. január – 2020. május 31.)
- Bernd Storck (2020. június 1. – 2021. április 21.)
- Németh Antal (2021. április 22 – 2021. november 9.)
- João Janeiro (2021. november 10. – 2022. május 31.)
- Adrián Gula (2022. június 15. – 2023. november 17.)